# نووه هرادی (ناحیه وستی ناد اورلیتسی)
نووه هرادی (ناحیه وستی ناد اورلیتسی) (به چکی: Nové Hrady) یک منطقهٔ مسکونی در جمهوری چک است که در ناحیه اوستی ناد اورلیتسی واقع شده‌است. نووه هرادی ۱۰٫۳۳ کیلومتر مربع مساحت و ۳۱۰ نفر جمعیت دارد و ۳۸۴ متر بالاتر از سطح دریا واقع شده‌است.